# Aphis ogilviei
Aphis ogilviei är en insektsart. Aphis ogilviei ingår i släktet Aphis och familjen långrörsbladlöss. Inga underarter finns listade i Catalogue of Life.